# وينترفيل
وينترفيل (بالإنجليزية: Winterville, Georgia)‏ هي مدينة تقع في مقاطعة كلارك، جورجيا بولاية جورجيا في الولايات المتحدة. تبلغ مساحة هذه المدينة 6.9 (كم²)، وترتفع عن سطح البحر 244 م، بلغ عدد سكانها 1122 نسمة في عام 2010 حسب إحصاء مكتب تعداد الولايات المتحدة.

## وصلات خارجية
- Cities & Counties - Georgia.gov